# Mariivka (Severînivka), Sumî
Mariivka (în ucraineană Мар'ївка) este un sat în comuna Severînivka din raionul Sumî, regiunea Sumî, Ucraina.

## Demografie
Componența lingvistică a localității Mariivka
     Ucraineană (97,92%)
     Rusă (1,67%)
     Alte limbi (0,42%)
Conform recensământului din 2001, majoritatea populației localității Mariivka era vorbitoare de ucraineană (97,92%), existând în minoritate și vorbitori de rusă (1,67%).